# モントーロ
モントーロ（伊: Montoro）は、イタリア共和国カンパニア州アヴェッリーノ県にある、人口約20,000人の基礎自治体（コムーネ）。
コムーネ統廃合 (it:Fusione di comuni italiani) により、モントーロ・スペリオーレとモントーロ・インフェリオーレが合併して2013年12月3日に発足した。

## 地理

### 位置・広がり

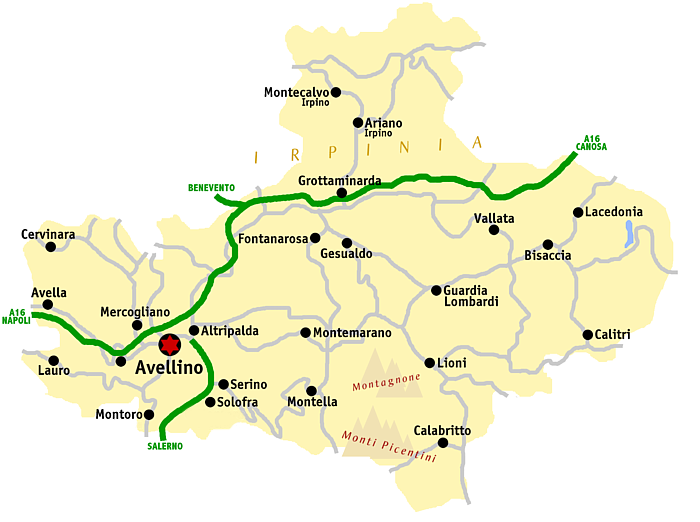
アヴェッリーノ県概略図

アヴェッリーノ県南西部に位置するコムーネ。

#### 隣接コムーネ
隣接するコムーネは以下の通り。括弧内のSAはサレルノ県所属を示す。
- ブラチリアーノ (SA)
- カルヴァーニコ (SA)
- コントラーダ
- フィシャーノ (SA)
- フォリーノ
- メルカート・サン・セヴェリーノ (SA)
- ソロフラ

## 行政

### 行政区画
モントーロには、以下の分離集落（フラツィオーネ）がある。
- Aterrana, Banzano, Borgo, Caliano, Chiusa, Figlioli, Misciano, Piano (sede comunale), Piazza di Pandola, Preturo, San Bartolomeo, Sant'Eustachio, San Felice, San Pietro, Torchiati